# Syritta decora
Syritta decora är en tvåvingeart som beskrevs av Walker 1849. Syritta decora ingår i släktet kompostblomflugor, och familjen blomflugor.
Artens utbredningsområde är Mauritius. Inga underarter finns listade i Catalogue of Life.